# Математикум
Математикум — практический научный музей в городе Гисен, Германия. Основан Альбрехтом Бойтельшпахером (нем.) и расположен в бывшем здании Главного таможенного управления (нем.).
Музей торжественно открыт 19 ноября 2002 года федеральным президентом Германии Йоханнесом Рау. В мае 2006 года приветствовался 500-тысячный посетитель, а к февралю 2010 года музей посетило 1 045 957 человек. В общей сложности более 150 000 посетителей приходят в Математикум каждый год.

## Концепция
Цель Математикума — открыть новую дверь в математику для людей всех возрастов, образования и пола через сенсорный опыт. Понимание математики осуществляется не через формулы или уравнения и почти никогда не осуществляется через символы или числа. Вместо этого посетители могут получить математический опыт примерно на 200 экспериментальных интерактивных стендах под девизом «Практическая математика». Например, есть возможность открыть для себя особые свойства мыла, поместив себя в мыльный пузырь, создавать фигуры на зеркалах, имитировать геометрические тела или воссоздать мост Леонардо (нем.) из брёвен. Благодаря этим практикам и экспериментам сложные математические отношения становятся понятными для посетителей. Удивление приводит к тому, что посетители задают себе первые вопросы, думают о них и находят первые качественные ответы.

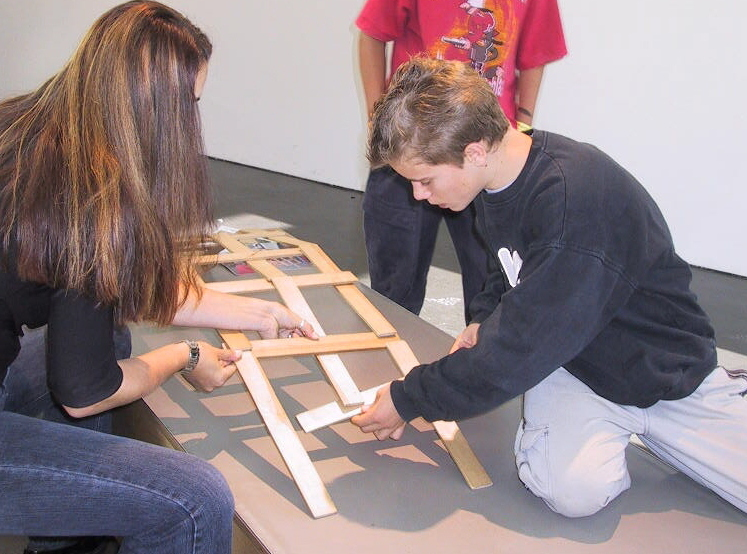
Посетители строят мост Леонардо
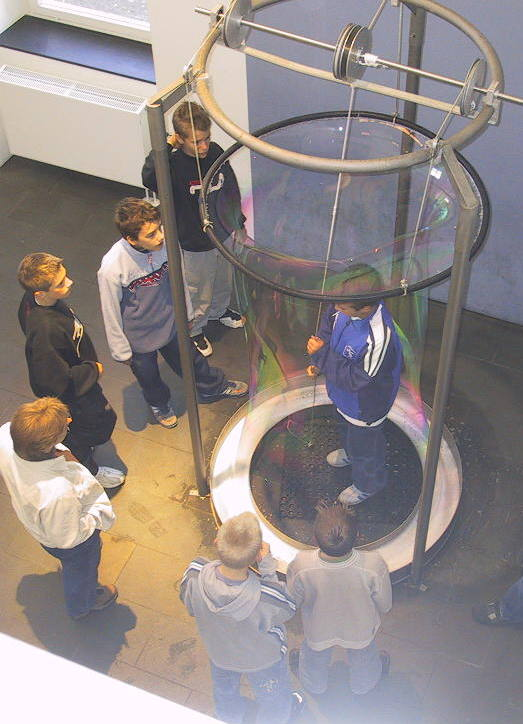
Посетители музея в мыльном пузыре
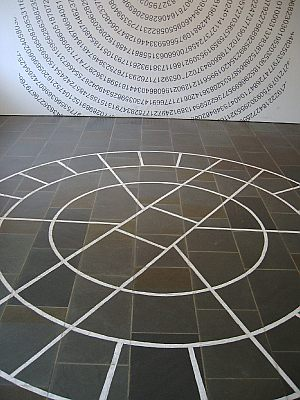
Эксперимент по определению числа Пи
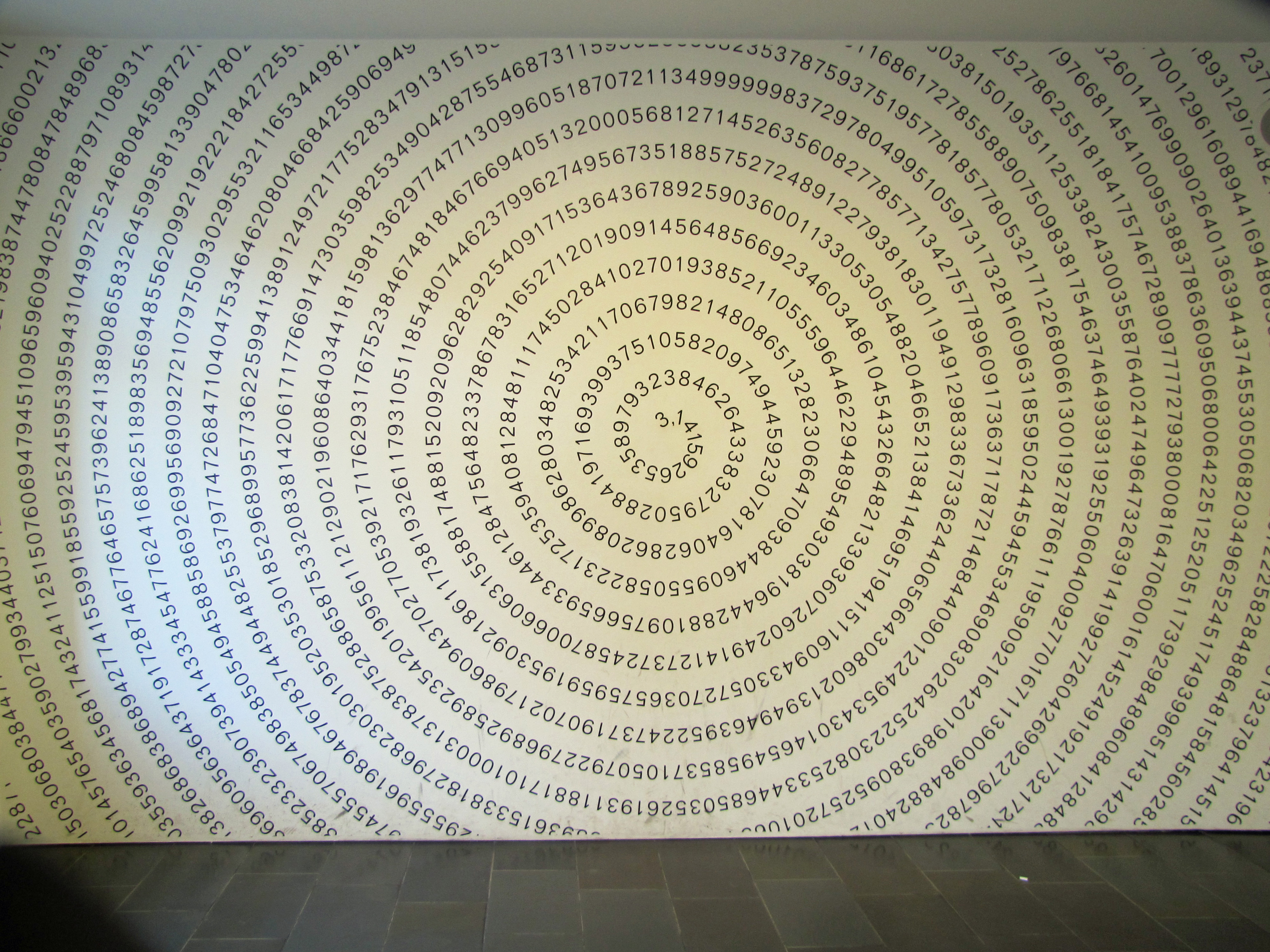
Число Пи как настенное укаршение
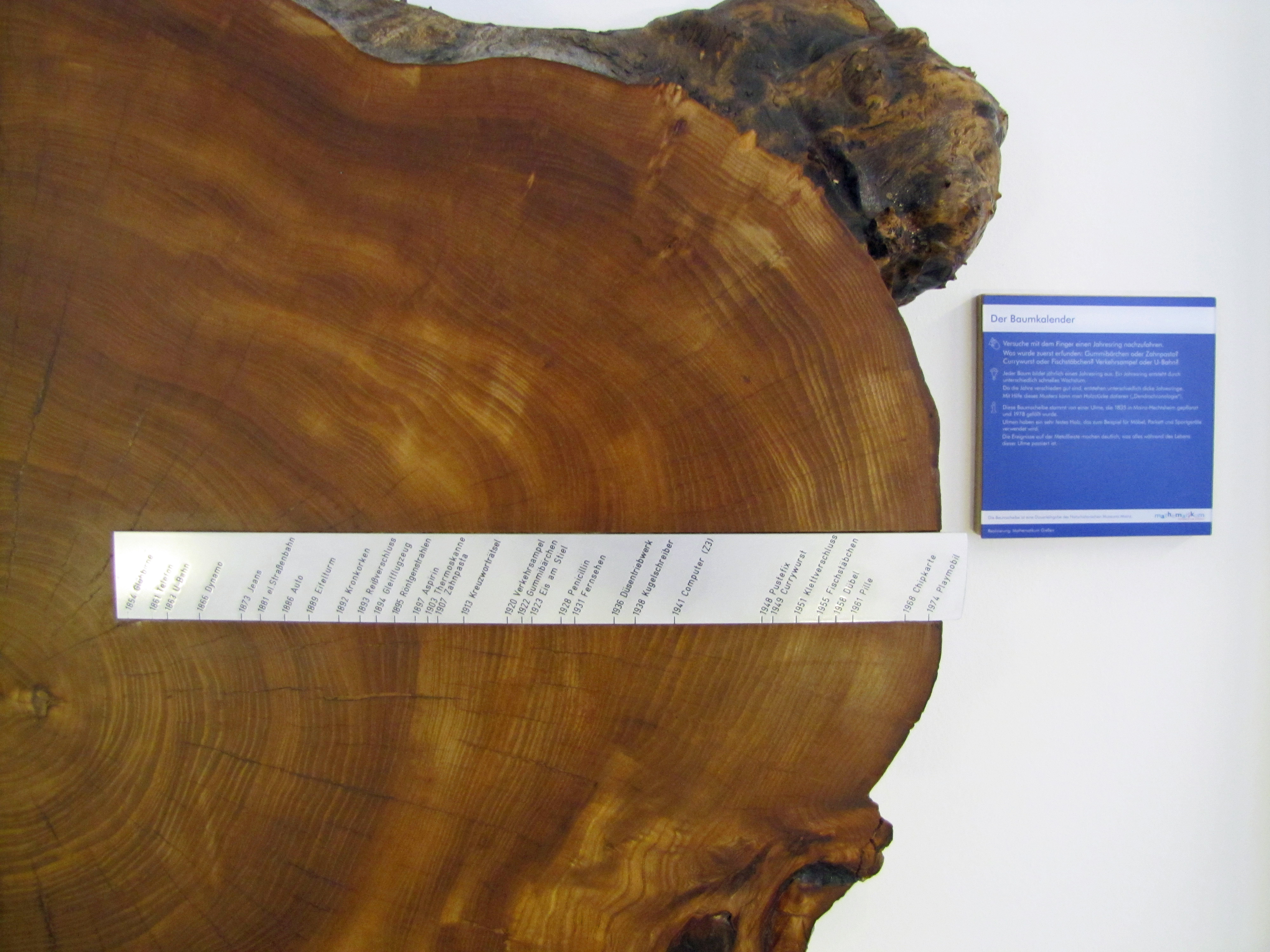
Календарь на годичных кольцах дерева

## История
В 1993 году Альбрехт Бойтельшпахер провел полусеминар «Геометрические модели» в Гисенский университет имени Юстуса Либиха. Перед студентами была поставлена задача разработать и создать геометрическую модель и объяснить задействованную математику. В 1994 году полученные объекты были показаны на выставке под названием «Математика на ощупь» в Институте дидактики математики Гисенского университета. Ещё одна выставка состоялась в нюрнбергском Школьном музее (нем.) в 1995 году. В 1996 году студенты Гисенского университета разработали ещё одну выставку, посвященную практической математике. В ходе работ над выставками родилась идея создания постоянного музея математики, для реализации которой была создана ассоциация поддержки (нем.). Выставка, разработанная в 1996 году, была профессионально подготовлена в 1998 году и с тех пор демонстрируется как передвижная выставка в Германии и других странах.
Планы по созданию музея математики с постоянным местонахождением конкретизировались в 1999 году, но по финансовым причинам не были реализованы до 2001-го. Незадолго до конца 2000 года министр науки и искусства земли Гессен (нем.) Руфь Вагнер (нем.) подарила ассоциации 1 млн немецких марок на строительство здания Математикума. Кроме того, в начале 2001 года город Гисен выкупил бывшее здание Главного таможенного управления и решил бесплатно предоставить его ассоциации для создания музея математики. Церемония закладки первого камня (нем.) состоялась в феврале 2002 года. После девяти месяцев строительства математический центр был открыт 19 ноября. В ноябре 2002 года его торжественно открыл федеральный президент Йоханнес Рау. В марте 2003 года для посетителей открыт второй этаж, а в ноябре 2003-го открыты зал для мероприятий и новый выставочный зал. Последнее расширение произошло в 2009 году, когда на 3 этаже математического центра открылся Мини-Математикум.
19 августа 2021 года канцлер Ангела Меркель и глава федеральной канцелярии Хельге Браун посетили математический центр в рамках поездки по теме естественных наук и ознакомились с выставкой Альбрехта Бойтельшпахера.

## Мини-Математикум
С 1 мая 2009 года в Математикуме постоянно открыт Мини-Математикум. После предыдущих временных выставок он был постоянно размещен на отдельном этаже в здании математического корпуса. Выставка ориентирована в первую очередь на самых маленьких посетителей в возрасте от четырех до восьми лет. Эксперименты были специально разработаны для этой возрастной группы и касаются основных математических тем, таких как числа, формы и закономерности.
По случаю 10-летия Мини-Математикума часть опытов была переработана или заменена совершенно новыми стендами, которые открылись 24 сентября 2019 года.

## Передвижная выставка и сотрудничество
Постоянная экспозиция музея математики возникла на основе выставки «Математика, которую можно потрогать», над которой Бойтельспахер работал со студентами с 1994 года. Эта выставка стала профессиональной с 1998 года, и её посетили около 10 000 человек во время Международного математического конгресса в Берлине. С тех пор он использовался в качестве передвижной выставки (нем) в школах, университетах, а также в музеях и банках в стране и за рубежом. Ежегодно проводится около 25 выставок. Школы и другие заинтересованные стороны могут забронировать выставку.
Центр математики также производит экспонаты для других научных центров. В 2007 году, например, экспонаты были переданы в музей техники Динамикум (нем.) в Пирмазенсе, и экспонаты там были вдохновлены математикой. То же самое относится и к Стране математических приключений (нем.), открывшейся в сентябре 2008 года в Дрездене. Выставка была разработана по примеру Гисена и оснащена некоторыми экспериментами, произведенными в Математикуме.

## Дополнительные события
Ежемесячно в математическом центре проходят дополнительные мероприятия, такие как детские лекции, курсы повышения квалификации для учителей и лекции по различным математическим темам.

## Специальные выставки
Математикум разрабатывает специальные выставки по темам, которые связаны с математикой в более или более широком смысле и следуют принципу «hands on — minds on — hearts on» (рус. задействуем руки — задействуем разум — задействуем сердце):
- «Точки зрения — оптические явления, захватывающие обманы, удивительные находки» — 2006/2007, 2009, 2011/2012
- «Головоломка!» (Головоломки и ребусы) — зима 2009/2010
- «NaturTalents» (математика и природа) — лето 2010 г.
- «Не пойми меня неправильно!» (речь) — зима 2010/2011
- «Какое совпадение» — лето 2011, весна 2014
- «Я люблю Софию — открывай философию» — зима 2012/2013
- «Движущиеся моменты» — лето 2013 г.
- «ZEITich» — зима 2013/2014
- «Будни 1х1» (бытовая математика) — зима 2014/2015
- «На это можно рассчитывать!» (Инструменты исторического расчета) — Зима 2015 г. / весна 2016 г.
- «Пути — между стартом и финишем» — с лета 2016 г. по зиму 2017 г.
- «Расчет Stifel» — зима 2017/2018
- «Лучшее из 15» (по случаю 15-летия) — зима 2017/2018
- «Корни математики» (Происхождение математики во всем мире) — лето-зима 2017/2018
- «Нет конца и края» (Бесконечность) — лето-зима 2018/19
- «Леонардо в математике» (Леонардо да Винчи) — весна 2019 — весна 2020

Кроме того, регулярно проходят художественные выставки под девизом «Искусство в математике». В сотрудничестве и при инициативном участии художественной галереи Вецлара, проведены выставки Джеймса Рицци (англ., 2004 г.), Яноша (нем. 2005 г.), Христо (нем., 2006 г.), Фолькера Кюна (нем., 2007 г.), Давида Герштейна (2008 г.) и Виктора Вазарели (2009 г.). В сотрудничестве с Музеем карикатуры (нем.) во Франкфурте-на-Майне были также представлены работы Роберта Гернхардта (нем., 2010 г.) и Ф. В. Бернстайна (нем. 2011 г.). В 2018 году работы художницы Ингрид Хорнеф (нем.) были показаны под названием «Заказ: ничего, кроме совпадения». Математикум разработал для выставки игру по размещению, которая позволила посетителям понять метод работы художника на собственном опыте. На юбилейной выставке «Математика — это весело!» в 2012 году были выставлены работы 45 художников-карикатуристов.
Карикатуры французского художника Жана Боска (фр.) демонстрируются с мая 2020 года под названием «Жан Боск — здесь что-то не так».
С серией выставок «Современное математическое искусство» Математикум предлагает новый подход к математике. Раз в год в нём выставляются художники, сочетающие в своей работе две дисциплины — искусство и математику. Среди уже выставленных художников Герхард Хоттер (2009 г.) и Йо Нимейер (нем., 2012 г.), Ульрих Микловейт, Фридхельм Кюрпиг, Ринус Рулофс (Нидерланды) и Ули Витторф (Швейцария) были представлены на совместной выставке «Углы и грани по всей Европе» (2014).

## Награды
- 2004 год — Немецкая IQ-премия (нем.)
- 2006 год — Избранное место года в инициативе «Deutschland — Land der Ideen» (нем., рус. Германия — страна идей)
- 2008 год — Гессенская культурная премия (нем.)[10]
- 2010 год — Специальный приз года в рамках музейной премии Культурного фонда сберегательной кассы Гессен-Тюрингии.

## Прочее
5 июня 2004 года в Математикуме установлен мировой рекорд по чтению числа Пи. Всего за 30 часов было произнесено 108 000 знаков числа Пи после запятой более чем 300 человек.